# كوستا تودوروف
كوستا تودوروف (بالبلغارية: Коста Тодоров)‏ هو موسيقي ومدرس بلغاري، ولد في 1886 في فارنا في بلغاريا، وتوفي بنفس المكان في 1947.